# Tubo de câmera de vídeo

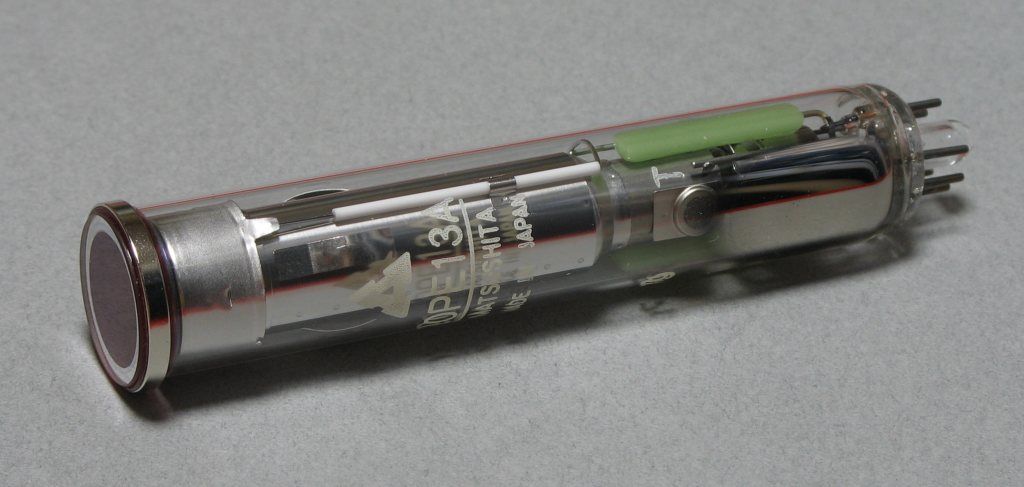
Tubo Vidicon com diâmetro de 2/3 in

Tubos de câmeras de vídeo eram dispositivos baseados no tubo de raios catódicos usados em câmeras de televisão para capturar imagens de televisão, antes da introdução dos sensores de imagem de dispositivo de carga acoplada (CCD) na década de 1980. Vários tipos diferentes de tubos estavam em uso desde o início da década de 1930 e até a década de 1990. Nestes tubos, um feixe de elétrons era escaneado através de uma imagem da cena para ser transmitida com foco em um alvo. Isso gerava uma corrente que dependia do brilho da imagem no alvo no ponto de varredura. O tamanho do raio impressionante era minúsculo comparado ao tamanho do alvo, permitindo 480–486 linhas de varredura horizontais por imagem no formato NTSC, 576 linhas em PAL e até 1.035 linhas em Hi-Vision.